# Kevin Sissing
Kevin Sissing (Arnhem, 5 januari 1986) is een Nederlands voetballer die als aanvaller speelt.

## Clubcarrière
Sissing werd door De Graafschap gescout toen hij bij Arnhemia voetbalde. Op 30 januari 2004 maakte hij zijn debuut in het eerste elftal, in de met 1-0 verloren uitwedstrijd tegen Haarlem. Het zou vervolgens nog 2 seizoenen duren voor hij weer in actie zou komen; in het seizoen 2005/06 kwam hij 11 keer uit voor de 'Superboeren'. In het seizoen dat volgde kwam hij ook zo nu en dan uit voor de hoofdmacht, maar tot een doorbraak kwam het niet. In mei 2007 verlengde Sissing zijn contract bij De Graafschap met een jaar, met een optie voor nog een jaar. In januari 2008 vertrekt Sissing voor een half seizoen op huurbasis naar Haarlem. Zijn aflopende contract werd niet verlengd, waarop Sissing koos voor een terugkeer naar de amateurs. In het seizoen 2008/09 speelde hij voor De Treffers, vervolgens twee seizoenen voor RKHVV en van 2011 tot 2017 kwam hij uit voor VV Bennekom. In 2017 ging Sissing naar VV DUNO. Het seizoen 2019/20 speelt Sissing voor VV Scherpenzeel. Vanaf het seizoen 2021/2022 speelt Sissing bij RKHVV (Huissen).

## Clubstatistieken
| Seizoen | Club          | Duels | Goals | Competitie     |
| ------- | ------------- | ----- | ----- | -------------- |
| 2003/04 | De Graafschap | 1     | 0     | Eerste Divisie |
| 2004/05 | De Graafschap | 0     | 0     | Eredivisie     |
| 2005/06 | De Graafschap | 11    | 0     | Eerste Divisie |
| 2006/07 | De Graafschap | 8     | 2     | Eerste Divisie |
| 2007/08 | De Graafschap | 2     | 0     | Eredivisie     |
| 2007/08 | Haarlem       | 11    | 1     | Eerste Divisie |
| Totaal  |               | 33    | 3     |                |